# 变叶垂头菊
变叶垂头菊（学名：Cremanthodium variifolium）为菊科垂头菊属的植物，为中国的特有植物。分布于中国大陆的云南、西藏等地，生长于海拔3,200米至4,200米的地区，常生于山坡草地、林中草地以及竹林边缘，目前尚未由人工引种栽培。